# Мікроклін
Мікроклін (від  μικρός — маленький; і грец. κλίνω — нахиляю) — поширений породотвірний мінерал класу силікатів групи польових шпатів, алюмосилікат калію каркасної будови.

## Етимологія та історія
Мікроклін був вперше відкритий у 1830 році поблизу Ставерна в Норвегії та описаний Августом Брайтхауптом, який назвав мінерал від грецьких слів μικρός mikros, що означає «малий», та κλίνειν klin, що означає «похилий», через властивість, що площини спайності демонструють невеликі відхилення від 90° — кут між площинами спайності лише на 20' відрізняється від 90°.

## Загальний опис
Хімічна формула: K[AlSi3O8].
Містить (%): К2О — 16,93; Al2O3 — 18,35; SiO2 — 64,72.
Ізоморфні домішки Na, Rb, Fe, Ba, Pb і ін.
Сингонія триклінна. Пінакоїдальний вид.
Утворює таблитчасті кристали, зернисті і крупнокристалічні агрегати.
Двійники за карлсбадським, бавенським, манебахським, альбітовим та перикліновим законом.
Густина 2,57.
Твердість 6,0-6,5.
Спайність досконала в двох напрямах. Кут між площиною спайності відхиляється від прямого кута на 20'. Колір білий, рожевий, сірий. Блиск скляний, на площинах спайності перламутровий. Крихкий. Часто містить закономірно орієнтовані вростки альбіту, що виникли при розпаді високотемпературних твердих розчинів лужного (калінатрового) польового шпату.
Варіативність: Сполука K[AlSi3O8] є диморфною та зустрічається крім триклінної кристалізації низькотемпературної модифікації мікрокліну, також як моноклінна кристалізація високотемпературної модифікації ортоклазу.
Єдиним відомим наразі різновидом є амазоніт від світло- до темно-зеленого.
Походження мікрокліну — магматичне, метаморфічне, метасоматичне, гідротермальне.
Важливий породотвірний мінерал багатьох магматичних та метаморфічних порід, пегматитів.
Поширений у плутонічних фельзитових породах, таких як граніти, гранітні пегматити, сієніти; у метаморфічних породах зеленосланцевої та амфіболітової фацій; у гідротермальних жилах. Детритний компонент в осадових породах та як аутигенні нарости. 
Асоціація: кварц, натрієвий плагіоклаз, мусковіт, біотит, рогова обманка. Диморфний з ортоклазом.

Використовують у фарфоро-фаянсовій промисловості.

## Різновиди
Розрізняють:
- мікроклін-альбіт (анортоклаз);
- мікроклін бериліїстий (те саме, що шпат польовий бериліїстий);
- мікроклін зелений (те саме, що амазоніт);
- мікроклін максимальний (мікроклін з найбільшим ступенем косокутності кристалічної ґратки);
- мікроклін натріїстий (анортоклаз);
- мікроклін-олігоклаз (зайва назва анортоклазу);
- мікроклін-пертит (взаємне проростання мікрокліну альбітом, яке утворюється внаслідок розпаду твердого розчину);
- мікроклін рубідіїстий (різновид мікрокліну, який містить до 3 % Rb2O3).

Мікроклін
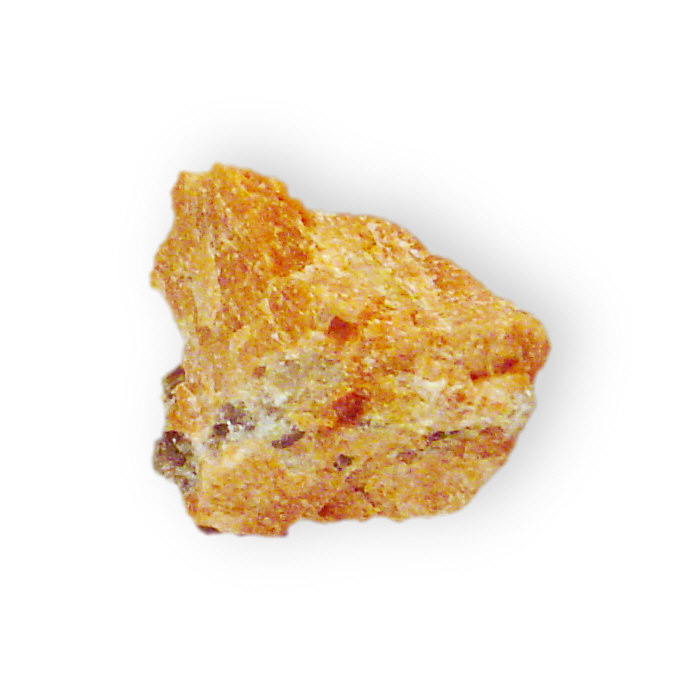
border
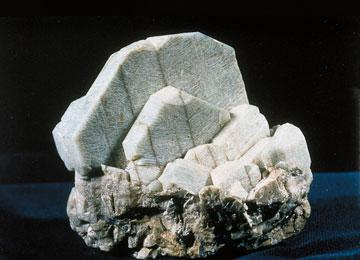
border
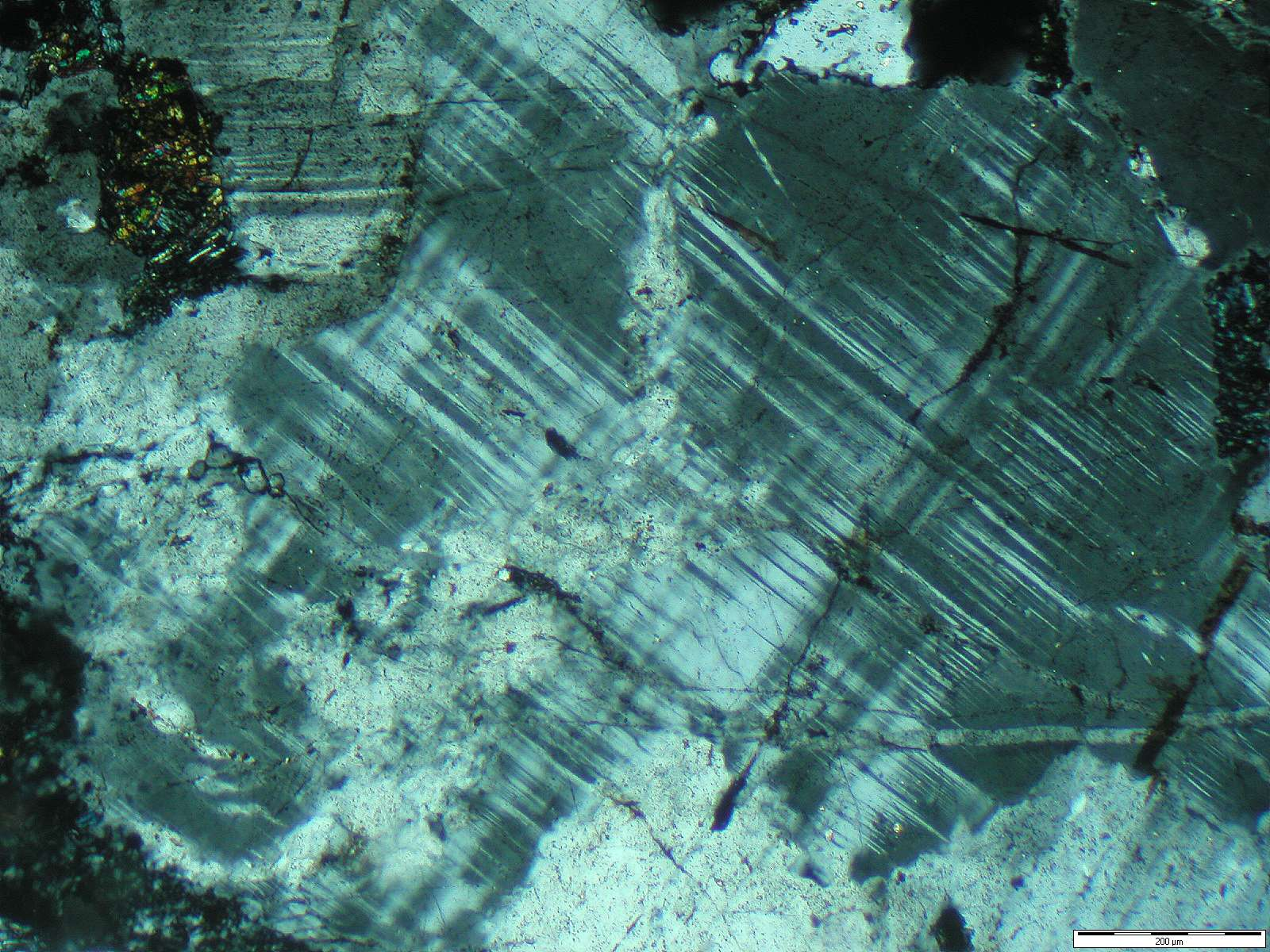
border
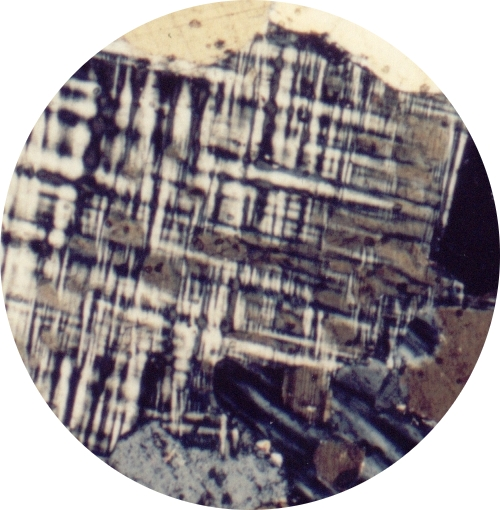
Шліф мікрокліну

## Поширення
Знахідки: Мюден (ФРН),  Стригом (Польща), Хундхольмен та Івеланд (Норвегія), шт. Арканзас, Колорадо (США), Кентау (Казахстан), Урал,  Мадагаскар, Японія і ін.
Серед помітних знахідок: у Фредріксверні, Арендалі та Ларвіку, Норвегія. В Ільменських горах, Уральських горах та на Кольському півострові, РФ. У Санкт-Готарді, Тічино, р. Верцаска Тессін, Швейцарія. На горі Грайнер, Ціллерталь, Тіроль, Австрія. У Бавено, П'ємонт, Італія. У США, штати Вірджинія, Коннектикут, Арканзас, Колорадо, Південна Дакота. У Банкрофті, провінція Онтаріо, Канада. З Кляйн-Шпіцкоп'є, Намібія. У Бразилії, з Мінас-Жерайс, на Мадагаскарі. З Кімпусана,
префектура Ямансі та Танакаміяма, Оцу, префектура Сіга, Японія. У родовищі Брокен-Гілл, Новий Південний Уельс, Австралія.
На території України є на Волині та в Приазов'ї.

## Цікаво
Мікроклін використовується як харчова добавка. Хімічна сполука має назву калій-алюмінійсилікат, відома як E-номер E555. У 2018 році вона була предметом запиту на технічні та токсикологічні дані від Європейського агентства з безпеки харчових продуктів.
У 2008 році вона (разом з іншими сполуками алюмінію) була предметом Наукового висновку Комісії з харчових добавок, ароматизаторів, технологічних допоміжних речовин та матеріалів, що контактують з харчовими продуктами, від EFSA.